# Wegen in Portugal
De wegen in Portugal vormen het wegennet van Portugal. Ze bestaan uit een aantal wegnummeringsklassen. Doordat de wegnummering drie keer is herzien overlappen de nummers elkaar. Daarnaast lopen ook Europese wegen over de Portugese wegennet, waardoor een weg meerdere wegnummers kan hebben.

## 1945
In 1945 werd het eerste nationale wegenplan, het Plano Rodoviário Nacional de 1945, opgesteld. Dit plan gaf nummers aan 20.500 kilometer weg. De wegen werden Estradas Nacionais genoemd en kregen een N-nummer. Ze werden onderverdeeld in drie klassen:
- Eerste klasse: N1 t/m N18 en N101 t/m N125
- Tweede klasse: N201 t/m N270
- Derde klasse: N301 t/m N398 en aftakkingen (bijvoorbeeld N1-1)

## 1961
In 1961 werden de gemeentelijke wegen (Estradas Municipais) met M-nummer en gemeentelijke straten (Caminhos Municipais) met CM-nummer toegevoegd. Deze waren per provincie geordend. Hetzelfde nummer kon in elke provincie opnieuw voorkomen. De gemeentelijke wegen liepen van M501 t/m M999 en de gemeentelijke straten vanaf CM1001. 

## 1985
In 1985 werd het Plano Rodoviário Nacional de 1945 vervangen door het Plano Rodoviário Nacional de 1985. Het netwerk werd verdeeld in een fundamenteel netwerk en een complementair netwerk. Het fundamenteel netwerk bestaat uit negen hoofdroutes (Itinerários Principais) met IP-nummers en is 2635 kilometer lang. Het complementaire netwerk bestaat uit 24 complementaire routes (Itinerários Complementares) met IC-nummers en is 4807 kilometer lang. 

## 2000
In 1985 werd het Plano Rodoviário Nacional de 1985 vervangen door het Plano Rodoviário Nacional de 2000. Alle wegen werden opnieuw geclassificeerd. Zo ontstonden de volgende netwerken:

### Fundamenteel netwerk
Het fundamenteel netwerk bestaat uit de negen hoofdroutes (Itinerários Principais) met een IP-nummer en vormt zo een netwerk van 2600 kilometer.

### Complementair netwerk
Het complementaire netwerk bestaat uit 37 complementaire routes (Itinerários Complementares) met een IC-nummer en uit de nationale wegen (Estradas Nacionais) met een N-nummer. Het netwerk is 8529 kilometer lang.

### Regionaal netwerk
Het regionale netwerk bestaat uit regionale wegen (Estradas Regionais) met een R-nummer. Deze wegen bestaan vooral uit afgewaardeerde nationale wegen.

### Gemeentelijk netwerk
Het gemeentelijk netwerk bestaat uit gemeentelijke wegen (Estradas Municipais) met een M-nummer. 

### Autosnelwegennetwerk
Het autosnelwegennetwerk bestaat uit IP-wegen en IC-wegen die voldoen aan de eisen voor een autosnelweg. Deze wegen heten sinds 2000 Auto-estradas en hebben een A-nummer.
Albanië · Andorra · Armenië · Azerbeidzjan · België · Bosnië en Herzegovina · Bulgarije · Cyprus · Denemarken · Duitsland · Estland · Finland · Frankrijk · Georgië · Griekenland · Hongarije · IJsland · Ierland · Italië · Kazachstan · Kroatië · Letland · Liechtenstein · Litouwen · Luxemburg · Malta · Moldavië · Monaco · Montenegro · Nederland · Noord-Macedonië · Noorwegen · Oekraïne · Oostenrijk · Polen · Portugal · Roemenië · Rusland · San Marino · Servië · Slovenië · Slowakije · Spanje · Tsjechië · Turkije · Vaticaanstad · Verenigd Koninkrijk · Wit-Rusland · Zweden · Zwitserland
Autoestrada · 
Itinerário Principal · 
Itinerário Complementar · 
Estrada Nacional · 
Estrada Regional · 
Estrada Municipal